# 三线
三線是琉球群島特有的撥弦樂器，由琴頭、琴頸、琴身三部分構成，因琴身兩面蒙有當地常見的蛇皮，也被稱為蛇皮線或蛇味線。

## 歷史
在古代，三線食指處的撥子使用水牛角製成，如今許多地方依然如此製作，但也有一些人使用吉他撥子或食指的指甲製作。在奄美，則使用竹子銷成長而窄的形狀當作撥子使用。
14世紀末期明朝渡琉的閩人三十六姓將三弦帶往琉球，加入了鼓和手拍子，結合了當地的音樂藝能，形成了琉球特有的三弦音樂。經過琉球數代工匠的本土化，創造出了琉球特有的樂器。16世紀，三線從琉球傳入日本的堺，形成了日本特有的樂器三味線。因三線與日本的三味線極為相似，該音樂在向象賢的改革中被保留並發揚光大，琉球士族紛紛學習演奏三線。琉球王府於17世紀中期設立「三線主取」一職，管理三線的製作。
日本吞併琉球後，三線開始傳入日本並廣為流傳。第二次世界大戰之後，因竹子的缺乏，不少琉球人使用空罐頭製作三線。

## 琴音
三線曲譜使用工工四譜（くんくんしー），本調子音位：
男弦：合(do)、乙(re)、老(mi)
中弦：四(fa)、上(sol)、中(ra)、尺(si)
女弦：工(do)、五(re)、六(mi)、七(fa)、八(so)
在琉球群島從低音到高音分為「男絃」、「中絃」和「女絃」。在沖繩地區和先島地區，三線的琴弦是白色的；而在奄美地區則是黃色的。

## 外部連結
- （英文） 沖繩樂器三線簡介[永久]